# Тьмацкий перекат
Тьмацкий перекат —  фестиваль спортивного водного туризма, проводимый с 1975 года в городе Твери на реке Тьмака.
Соревнования, открывающие летний сезон для спортсменов-экстремалов в Твери. Место проведения — плотина на реке Тьмака в районе 1-й городской больницы. Впервые «Тьмацкий перекат» был проведён в 1975 году. Это были соревнования по технике водного туризма, в таком формате они проводились до 2000 года. В 2000 году в соревновательную программу вошли зрелищные дисциплины на каяках — «Фан-слалом», «Супермен», прыжки с рампы на каяках. В 2005 году в рамках соревнований проведено зональное первенство России по фристайлу на бурной воде, в 2009 в программе соревнований появилась новая зрелищная дисциплина каяк-кросс. С 2010 года эти соревнования проводятся как фестиваль бурной воды и включают в себя состязания каякеров, туристов-горников, первенство по гребному слалому и акробатическому фристайлу на бурной воде. В них принимают участие спортсмены из Твери, Москвы, Московской области, Санкт-Петербурга и других городов и регионов России.
Дисциплины, входившие и входящие в фестиваль: техника водного туризма, гребной слалом, спас-работы, каяк-кросс, фан-слалом, фристайл на бурной воде, супермен, эстафета, акробатический фристайл с трамплина.
Тьмацкий перекат — старейшие соревнования в Тверской области по водному туризму и каякингу.

## Место проведения
Первые соревнования проводились на участке реки Тьмака от Комсомольской площади до впадения в реку Волга. Далее формат поменялся, и местом стала разрушенная плотина Рождественской мануфактуры, где образовался порог-перекат. Пешеходный мост через реку Тьмака в районе 1-й городской больницы на пересечении улицы Брагина и Беляковского переулка.
Перекат образовался на месте старой плотины. Сделана она из досочно-бревенчатой конструкции, в результате образовался перепад высотой 1,5—2 метра на 100 метров длины, где образуются водные препятствия. Перекат несколько раз реконструировался силами организаторов.